# Carex bracteosa
Carex bracteosa là một loài thực vật có hoa trong họ Cói. Loài này được Kunze mô tả khoa học đầu tiên năm 1840.